# Benjamin Flores jr.
Benjamin Flores jr. (Memphis, 24 juli 2002) is een Amerikaans jeugdacteur. Flores is vooral bekend van zijn rol als Triple G in de serie Game Shakers.

## Filmografie
- MusicBrainz: 41b2fa76-f038-4f04-8d7e-e5d9e1375bb2
- Virtual International Authority File: 316760506